# Eptesicus gobiensis
Eptesicus gobiensis là một loài động vật có vú trong họ Dơi muỗi, bộ Dơi. Loài này được Bobrinskii mô tả năm 1926.

## Mô tả
Đây là một loài dơi muỗi khá nhỏ mà dao động có kích thước dài từ 57–65 cm với kích thước tay trước dài 38–42 cm. Các lông ở mặt sau là màu vàng cam, chân các sợi lông là màu nâu sẫm, trong khi các lông trên các phần dưới là màu nâu trắng. Các răng cửa bên trong của hàm trên là cao hơn hẳn so với những răng bên ngoài.

## Phân bố và môi trường sống
Loài dơi này là loài bản địa Trung Á. Phạm vi của chúng kéo dài từ Alborz ở miền bắc Iran, qua Kazakhstan, Afghanistan, miền bắc Ấn Độ, Mông Cổ và Tuva ở miền nam Siberia, miền đông Trung Quốc. Loài dơi này thường sống ở sa mạc, bán sa mạc và vùng núi. Chúng có thể đậu một mình hoặc theo nhóm nhỏ, chọn khu vực râm mát, đường nứt trong đá hoặc nội thất của tòa nhà cũ, và đôi khi các phần bên ngoài của hang động, nhưng không phải cây. 

## Sinh thái
Loài dơi này đã được nghiên cứu rất ít. Cũng giống như những loài dơi muỗi khác, nó là một động vật ăn côn trùng, và người ta cho rằng chúng có thể ăn bướm trong chế độ ăn. Chúng bị các loài chim săn mồi hoạt động về đêm săn bắt